# Polymerus severini
Polymerus severini är en insektsart som beskrevs av Knight 1925. Polymerus severini ingår i släktet Polymerus och familjen ängsskinnbaggar. Inga underarter finns listade i Catalogue of Life.